# 바깥엉덩정맥
바깥엉덩정맥(external iliac vein) 또는 외장골정맥(外腸骨靜脈)은 넙다리정맥을 온엉덩정맥으로 연결하는 큰 정맥이다. 시작 지점은 고샅인대 아래쪽 경계이며 속엉덩정맥과 만나 온엉덩정맥을 형성하며 끝난다.
양쪽 바깥엉덩정맥은 같은 쪽 바깥엉덩동맥과 함께 주행한다.

## 구조
바깥엉덩정맥은 넙다리정맥이 연속된 정맥으로 고샅인대 높이에서 시작된다. 이때 작은골반의 가장자리를 따라 바깥엉덩동맥과 함께 주행한다. 그 후 엉치엉덩관절의 앞쪽에서 속엉덩정맥과 합쳐져 온엉덩정맥을 형성한다.
왼쪽 바깥엉덩정맥은 전체 주행 경로에서 바깥엉덩동맥의 안쪽에 놓여 있다. 오른쪽 바깥엉덩정맥은 처음에는 동맥의 안쪽에 위치하지만 위로 올라가면서 동맥의 뒤쪽에서 주행하게 된다.
수뇨관과 속엉덩동맥은 모두 중앙을 향하기 때문에 바깥엉덩정맥을 가로지른다. 또한 남성에서는 수정관이, 여성에서는 자궁원인대, 난소동맥이 바깥엉덩정맥을 가로지른다. 큰허리근은 동맥이 사이에 놓이는 부분을 제외하면 바깥엉덩정맥의 측면에 놓여 있다.
바깥엉덩정맥은 하나의 판막을 가지기도 하지만 종종 판막이 없는 경우도 있다.
바깥엉덩정맥의 주된 지류에는 아래배벽정맥, 깊은엉덩휘돌이정맥, 두덩정맥(pubic vein)이 있다.

## 임상적 중요성과 역사
1967년, 코케(Cockett)는 바깥엉덩정맥이 눌리기 쉬운 해부학적 변이에 대해 기록했다. 메이-터너 증후군보다 덜 흔하기는 하지만, 현대의 영상 촬영 기법들에 의해 이 변이는 꾸준히 보고되어 왔다. 오른쪽 온엉덩동맥이나 왼쪽 속엉덩동맥은 바깥엉덩정맥을 가로질러 골반으로 들어가기 때문에, 이 동맥들에 의해 왼쪽 바깥엉덩정맥이 눌릴 수 있다. 이렇게 정맥이 압박되면 심부정맥혈전증이 발생하는 데에 기여할 수 있다.
바깥엉덩정맥이 제대로 발생하지 못했거나 무발생한 경우가 클리펠-트레노우네이 증후군과 관련하여 설명되어 왔다.

## 추가 이미지

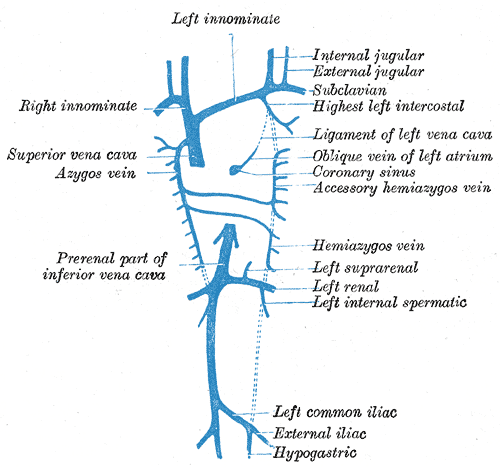
벽쪽 정맥 발생이 완성된 모습
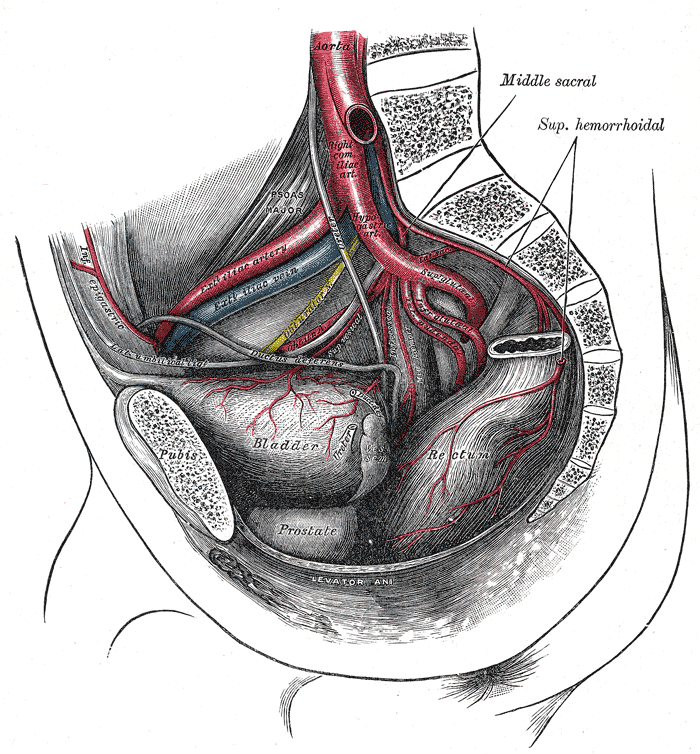
골반의 동맥
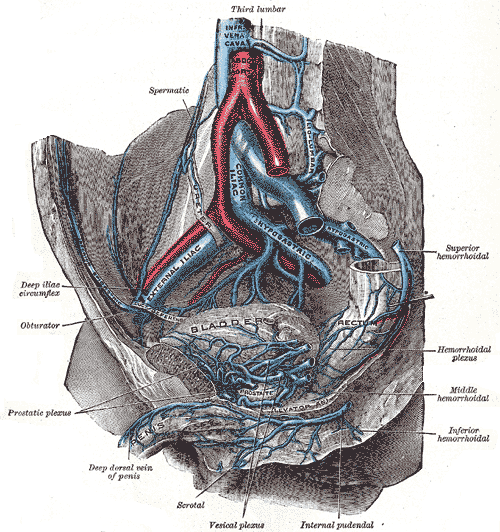
남성 골반의 오른쪽 절반에 위치한 정맥들
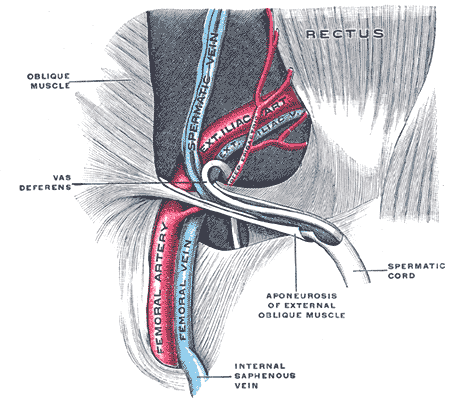
샅굴의 정삭
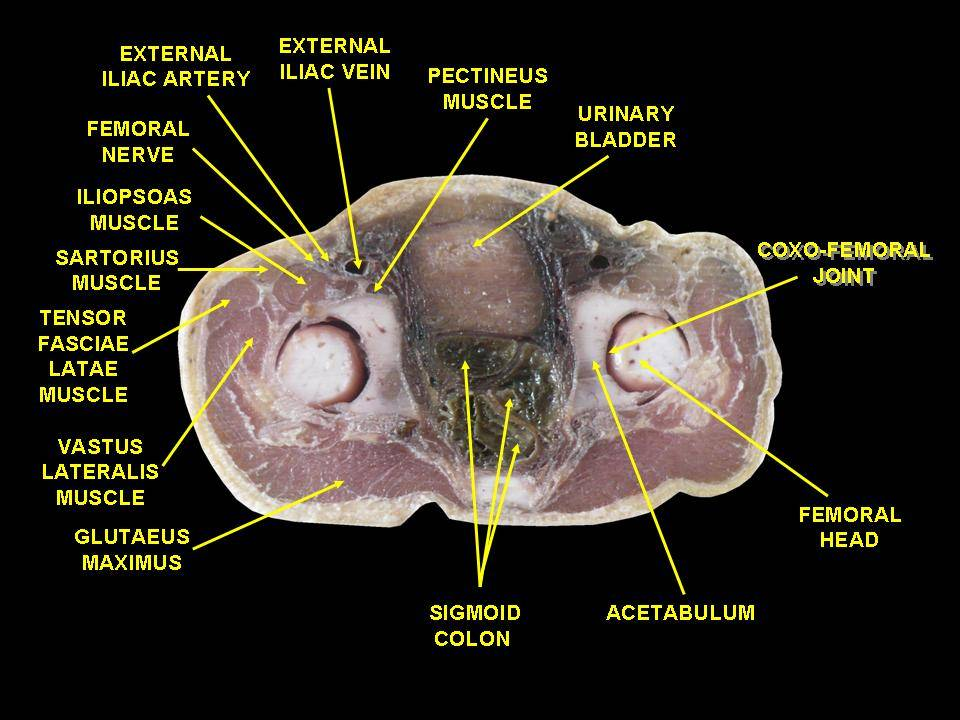
바깥엉덩정맥을 포함한 단면